# 维尼奥洛
维尼奥洛（義大利語：Vignolo），是意大利库内奥省的一个市镇。总面积8平方公里，人口2417人，人口密度302.1人/平方公里（2009年）。ISTAT代码为004243。